# Krzysztof Kukuła
Krzysztof Stanisław Kukuła – polski biolog, hab. nauk biologicznych, profesor Instytutu Nauk Rolniczych, Ochrony i Kształtowania Środowiska, Kolegium Nauk Przyrodniczych Uniwersytetu Rzeszowskiego.

## Życiorys
20 grudnia 2004 habilitował się na podstawie pracy zatytułowanej Zmiany struktury ichtiofauny karpackich dopływów Wisły wywołane czynnikami antropogenicznymi. 19 grudnia 2014 uzyskał tytuł profesora nauk biologicznych. Został zatrudniony na stanowisku profesora nadzwyczajnego i kierownika w Katedrze Ekologii i Biologii Środowiska na Wydziale Biologicznym i Rolniczym Uniwersytetu Rzeszowskiego.
Jest profesorem w Instytucie Nauk Rolniczych, Ochrony i Kształtowania Środowiska, Kolegium Nauk Przyrodniczych Uniwersytetu Rzeszowskiego.

## Odznaczenia
- Złoty Krzyż Zasługi (2017)[4]